# 늘푸른초등학교
늘푸른초등학교는 대한민국 경기도 성남시 분당구 정자동에 있는 공립 초등학교이다.늘푸른중학교 옆에 위치하여 있으며 북쪽으로는 네이버 건물이 위치하고 있다

## 학교 연혁
- 2003년 1월 13일 ‘늘푸른초등학교’ 설립인가
- 2003년 6월 1일 ‘늘푸른초등학교’ 개교
- 2004년 2월 17일 제1회 졸업식
- 2008년 11월 21일 경기도성남교육청지정 독서논술교육시범학교 운영
- 2009년 3월 1일 경기도교육청지정 교과특성화 운영(관현악), 창의성교육시범교육청 협력학교 운영
- 2010년 3월 1일 경기도교육청지정 창의인성교육 시범지역교육청 중심학교 운영, 교과특성화학교 운영(관현악)
- 2011년 3월 1일 창의경영학교 운영, 교과특성화학교 운영(관현악)
- 2012년 3월 1일 창의경영학교 운영, 교과특성화학교 운영(관현악)
- 2012년 12월 30일 전국 100대 인성교육 실천 우수학교 선정
- 2013년 2월 15일 제10회 졸업식
- 2013년 3월 1일 44학급 편성(병설유치원 2학급 별도), 창의경영학교 운영, 교과특성화학교 운영(관현악)
- 2013년 9월 1일 제4대 김희순 교장 부임
- 2014년 5월 18일 늘푸른 초등학교 합창부 송소희와 예술의 전당에서 공연함